# Academia Carlson Gracie
Academia Carlson Gracie também conhecida como Carlson Gracie Team é uma academia de jiu-jítsu brasileiro, muay thai e equipe de artes marciais mistas, com sua sede atualmente em Chicago, Estados Unidos.
Anteriormente sua sede era em Copacabana, no Rio de Janeiro, Brasil. Foi criada por Carlson Gracie em 1970. 

## Jiu-jítsu
Hoje, a Academia Carlson Gracie é administrada pelo filho Carlson Gracie Jr. Júnior passa a maior parte de seu tempo em sua academia em Chicago. Além disso, devido à grande demanda e viagens ao redor do mundo,  Júnior faz seminários que visam o crescimento do jiu-jítsu e praticantes de jiu-jítsu, ele oferece a oportunidade de aprender as técnicas com um dos instrutores mais experientes da história do jiu-jítsu.
Seu lutador Alessandro Guimarães, foi campeão do Jungle Classic em 2017.